# 利伯蒂鎮區 (密蘇里州克萊縣)
利伯蒂鎮區（英語：Liberty Township）是位於美國密蘇里州克萊縣的一個行政鎮區。

## 地方資料
利伯蒂鎮區的面積為185.85平方千米，當中陸地面積為185.08平方千米，而水域面積為0.77平方千米。根據2020年美國人口普查的數據，當地共有人口65542人，而人口密度為每平方千米352.66人。